# Aín
Aín (spanisch Ahín) ist eine Gemeinde (Municipio) mit 131 Einwohnern (Stand: 2024) in der Provinz Castellón der Autonomen Gemeinschaft Valencia in Spanien. 

## Geografie
Aín befindet sich etwa 26 Kilometer westsüdwestlich von Castellón de la Plana in einer Höhe von ca. 495 m.

## Bevölkerungsentwicklung
| Jahr      | 1970 | 1981 | 1991 | 2001 | 2011 | 2021 |
| Einwohner | 213  | 162  | 131  | 155  | 139  | 136  |

## Sehenswürdigkeiten
- Reste der alten Burg von Benalí
- Michaeliskirche
- Christuskapelle

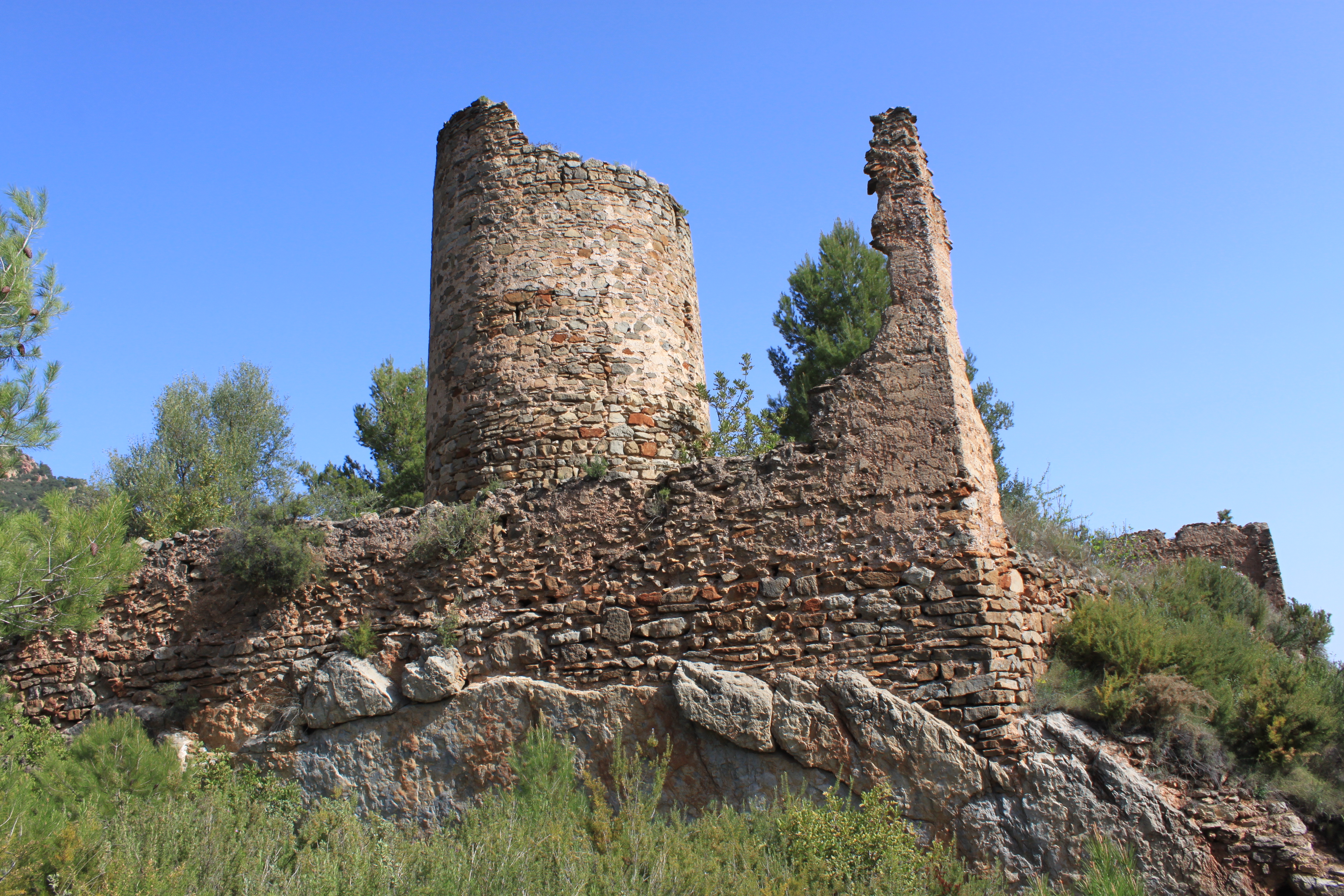
Burgruine von Benalí
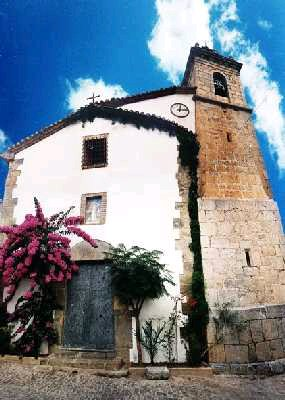
Michaeliskirche
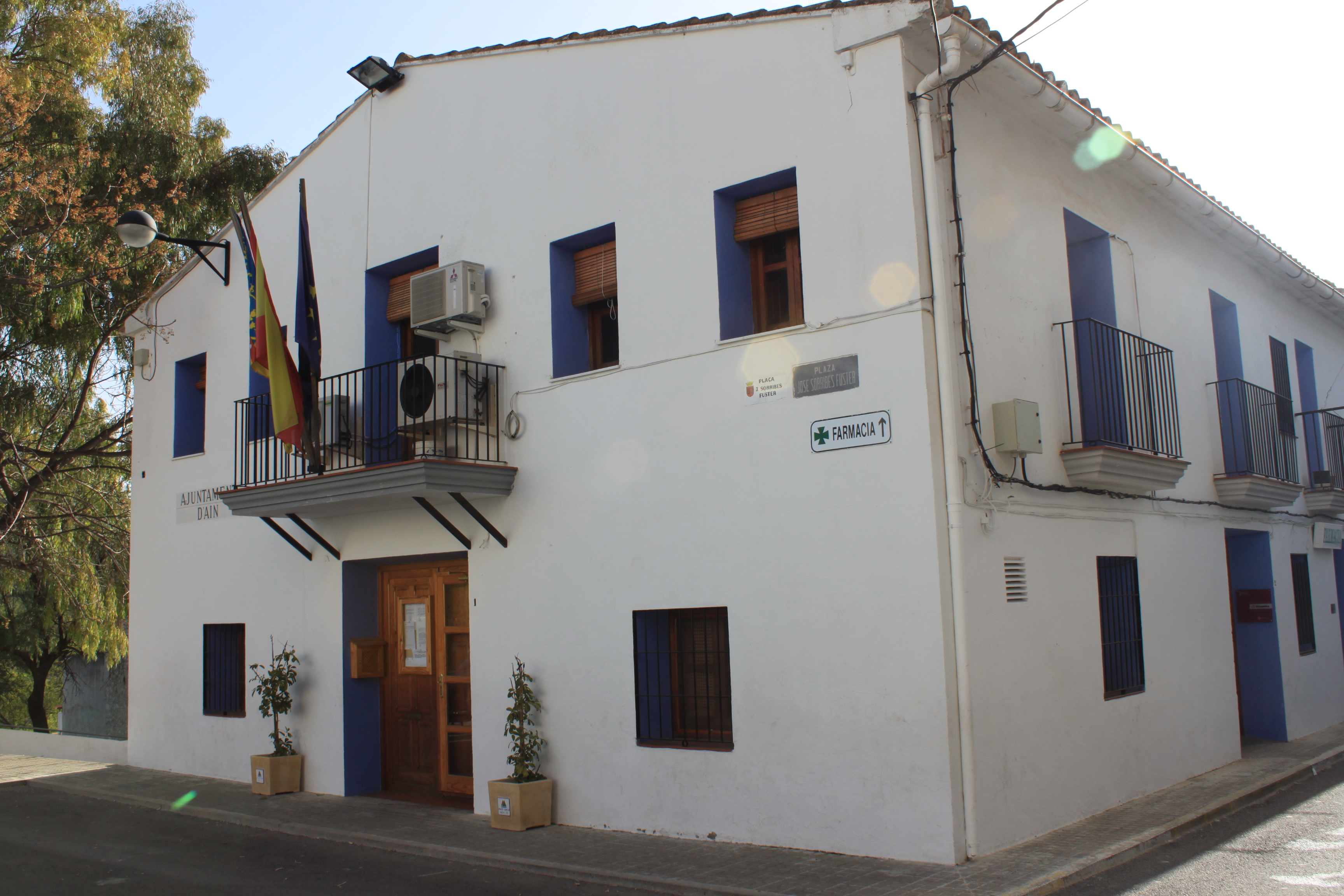
Rathaus